# Katedra sociální a kulturní ekologie Fakulty humanitních studií Univerzity Karlovy
Katedra sociální a kulturní ekologie (KSKE) je katedrou založenou roku 2000 na Fakultě humanitních studií Univerzity Karlovy. Vznikala společně se zřizováním fakulty. Vyučuje se zde obor sociální a kulturní ekologie.
Katedru založil český ekolog, vysokoškolský pedagog a politik PhDr. Ivan Rynda, který je po celou dobu jejím vedoucím. Na katedře je od jejího založení vyučován pouze dvouletý magisterský program sociální a kulturní ekologie s  názvem Ekologie a ochrana prostředí. Katedra nicméně organizuje kurzy pro studenty bakalářského programu FHS UK, kteří se tak již mohou zaměřit na studium sociální a kulturní ekologie a po úspěšném složení přijímací zkoušky pokračovat ve studiu přímo na katedře. Předchozí bakalářské studium je však možné absolvovat v jakémkoliv oboru. Absolventi katedry mohou také pokračovat v doktorském studiu v Centru pro otázky životního prostředí Univerzity Karlovy, které s katedrou spolupracuje na její výuce.
Sociální a kulturní ekologie se prezentuje na oficiálním webu fakulty jako: „multidisciplinární obor zkoumající filozofické, sociální, psychické a kulturní předpoklady a způsoby existence člověka v přírodním i nově utvářeném životním prostředí. Sociální a kulturní ekologie poznává a analyzuje zvláště vzájemné vztahy lidských kultur, zejména euroamerické, a přírody založené na etických, hodnotových a kulturních modelech, umožňující trvalou udržitelnost rozvoje člověka, kvality života a lidské společnosti v relativně stabilním přírodním a životním prostředí. Sociální a kulturní ekologie tedy zkoumá uplatnění principů trvalé udržitelnosti v konkrétní kultuře, civilizaci, v politice a veřejné a sociální politice.“
K úspěšnému zakončení studia a získání magisterského titulu musí student KSKE získat 120 kreditů, splnit veškeré povinné a povinně volitelné předměty a státní závěrečnou zkoušku, která je složena ze 4 souborných částí, a to Přírodovědného rozměru sociální a kulturní ekologie; Společenskovědního rozměru sociální a kulturní ekologie; Specializačního rozměru sociální a kulturní ekologie (na výběr jsou tři specializace: Environmentální historie, Ekosystémové služby a Humanitní zaměření) a obhajoby magisterské diplomové práce. Při studiu je kladen velký důraz na rozvíjení sociálních dovedností, vzájemnou spolupráci a aplikaci teoretických znalostí v praxi. Za tímto účelem jezdí studenti několikrát během studia na terénní praxe, semináře a jsou zváni na neformální setkání mimo rámec výuky (např. filmový klub, pravidelná měsíční setkávání...).
Na chodu katedry se podílí především vedoucí PhDr. Ivan Rynda (vedoucí specializace: Humanitní zaměření), ekolog a ředitel Centra pro otázky životního prostředí UK prof. RNDr. Bedřich Moldan, CSc. (vedoucí specializace: Ekosystémové služby), archeolog - a garant oboru - prof. PhDr. Václav Matoušek, Csc. (vedoucí specializace: Environmentální historie). Mezi interní vyučující pak dále patří Ing. Michael Bartoš, CSc., Mgr. & Mgr. Arnošt Novák. Seznam externích vyučujících je uveden zde.
Vyučující, absolventi i studenti jsou aktivně činní i mimo akademickou sféru. Angažují se v politice, různých organizacích, publikují kromě odborných článků i texty populárně naučné, vystupují v médiích a informují veřejnost o environmentální problematice. Bedřich Moldan byl prvním českým ministrem životního prostředí za Občanské fórum, Ivan Rynda byl československý poslanec Sněmovny lidu Federálního shromáždění za Občanské fórum, později za Občanské hnutí, v současné době je místopředsedou Liberálně ekologické strany, oba se také stali členy rady vlády pro udržitelný rozvoj. Studenti a absolventi pak aktivně podporují politické strany, jejichž jsou často členy (Např. Zelení). Významná je také jejich činnost spočívající v zakládání a podpoře NNO - nevládních neziskových organizací (např. v občanských sdruženích: DoKrajin, Za Branou, Antikomplex). Někteří absolventi podnikají také v komerční sféře, kde prosazují principy udržitelného rozvoje (např. založením sítě kaváren mammacoffee).
Více informací o katedře, uplatnitelnosti absolventů a přijímacím řízení, je k dispozici na stránkách Fakulty humanitních studií.